# Pazo de Lóngora
El Pazo de Lóngora es un pazo situado en el lugar de Lóngora, de la parroquia de Liáns del ayuntamiento de Oleiros. 
Este pazo fue la residencia veraniega del matrimonio compuesto por el músico y compositor Marcial del Adalid y la escritora Francisca González Garrido (más conocida como Fanny Garrido).
Desde el 25 de agosto de 1997 el pazo de Lóngora acoge el Instituto Universitario de Medio Ambiente de la Universidad de la Coruña.

## Características
El pazo es un edificio de planta en "L". Delante, en la entrada, hay un pequeño patio formado por el portalón y la parte interior de la L que configura el pazo. Detrás hay un jardín con una fuente de piedra. Asimismo, hay un estanque que, en sus esquinas, tiene cuatro figuras alegóricas de las estaciones del año.

## Historia
La historia del pazo de Lóngora se remonta a finales del siglo XVIII, cuando el adinerado comerciante de origen riojano, Marcial Francisco del Adalid, mandó levantar en la parroquia de Santa Eulalia de Liáns un pazo para convertirlo en su segunda residencia, pasando a ser ocupado con posterioridad por sus hijos. Pero, sin duda, el inquilino más ilustre de la familia fue su nieto Marcial del Adalid.
Según Carlos Martínez Barbeito, el pazo de Lóngora fue «entre la segunda mitad del siglo XIX y los primeros años del siglo XX, el centro de la vida musical y literaria de La Coruña, emulando en lo literario con las Torres de Meirás, donde Emilia Pardo Bazán discutía con intelectuales cuestiones de las letras (pero también de la política) y, en lo musical, con las tertulias de Canuto Berea en la trastienda de su establecimiento de instrumentos de la calle Real".
La heredera de Marcial del Adalid y Fanny Garrido fue su única hija, María de los Dolores del Adalid y González Garrido, quien, sin descendencia, donó la biblioteca de sus padres a la Real Academia Gallega; las restantes propiedades fueron legadas a la congregación religiosa de los Salesianos, que dedicaron la finca a la explotación agrícola, dejando arruinar el edificio del pazo.
En 1958, tras veintiséis años, los salesianos abandonaron el pazo dejándolo en un estado ruinoso, donde poco quedaba de lo que en otra hora
fueran la capilla, la biblioteca, la campana y el molino público, al que acudían a moler los vecinos del lugar. La casa siguió un proceso de deterioro con la presencia de los nuevos propietarios, los hermanos Prieto Barrios, que casi no realizaron reforma alguna. Sería en el año 1962, de la mano de un empresario y comerciante coruñés natural de la localidad puentecesana de Corme, cuando Lóngora vuelve a recuperar parte del esplendor y la riqueza característicos de sus inicios. Aurelio Ruenes Blanco, concejal coruñés y promotor del polígono de Pocomaco, le devolvió el encanto señorial con la realización de numerosas obras de restauración, sobre todo en el tejado, el crucero, las murallas y los jardines. Pero después de su fallecimiento y del de su mujer, el pazo caería en el olvido, hasta que el consistorio oleirense comenzó los trámites para su conservación como elemento patrimonial y de uso público.
El siguiente paso en la historia de Lóngora se produjo cuando el ayuntamiento de Oleiros, titular de la propiedad, ofreció el uso de la finca y la casa a la Universidad de la Coruña para que instase allí el Instituto Universitario de Medio Ambiente, con la condición de dedicarlo a dicha actividad durante un plazo mínimo de 30 años y con el compromiso firme de asumir la restauración del edificio y de la zona amurallada, respetando los valores de la antigua edificación.

## Instituto Universitario de Medio Ambiente
El Instituto Universitario de Medio Ambiente (IUMA) es un centro propio de la Universidad de la Coruña, constituido de conformidad con lo establecido por la legislación universitaria (artículos 10 y 11 de la Ley 1/1983, del 25 de agosto, de Reforma Universitaria) y por los Estatutos de la propia Universidad (artículos 31 a 34).
Su creación se produjo por acuerdo del Consejo de la Junta de Galicia de 25 de agosto de 1997 (Decreto 243/1997 de 25 de agosto, DOG de 12 de septiembre de 1997).
Es un centro dedicado a la investigación y a la actividad docente del tercer ciclo universitario, másteres, cursos de posgrado y especialización y asesoramiento técnico sobre los aspectos relacionados con el medio ambiente.
Sus objetivos básicos son la promoción y el desarrollo del conocimiento y de la investigación científica y técnica en el campo del medio ambiente mediante la realización de proyectos de investigación.
Su directora es la doctora Soledad Muniategui Lorenzo, catedrática de la UDC, y académica numeraria de la Academia de Farmacia de Galicia.

### Traslado de la biblioteca del CEIDA
El gobierno local de Oleiros anunció su intención de trasladar el museo Kaydeda al Castillo de Santa Cruz, pero antes será necesario dejar libre la planta baja del castillo y llevar todos los fondos documentales del Centro de Extensión Universitaria y Divulgación Ambiental de Galicia (CEIDA), que tiene allí a su sede, al pazo de Lóngora, en Liáns. El director del CEIDA, Carlos Vales, confirmó que el proyecto ya estaba terminado, y que tan solo faltaría conseguir la financiación para abordar la transformación de las caballerizas del pazo en biblioteca. Vales señaló que el Instituto Universitario de Medio Ambiente allí instalado «es un centro ambiental especializado, y que la documentación del CEIDA es sobre todo relativa a la educación ambiental, a la conservación de la naturaleza y a la sostenibilidad, además de toda la bibliografía sobre la gestión del medio ambiente».

## Galería

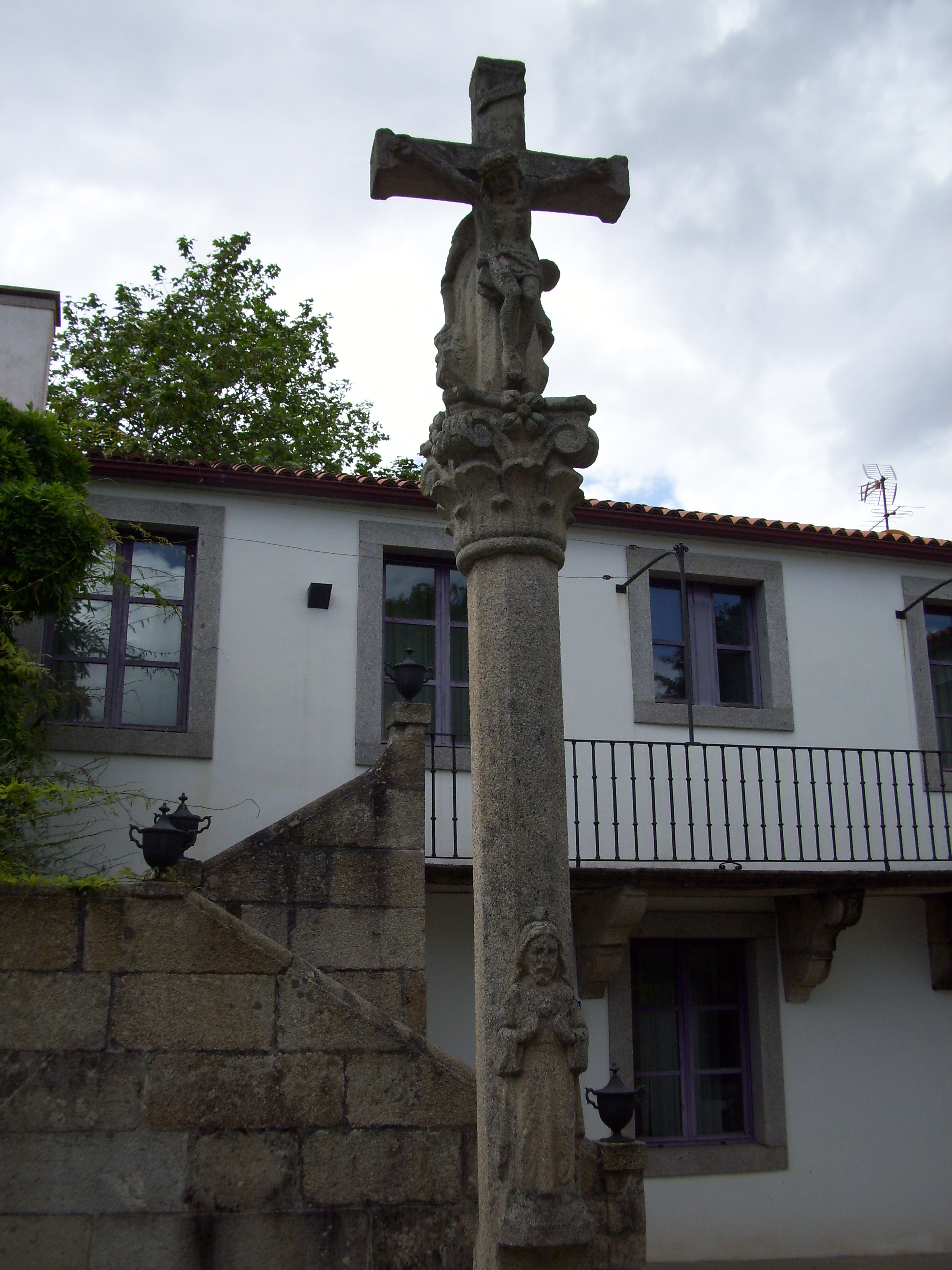
Cruceiro del pazo de Lóngora.
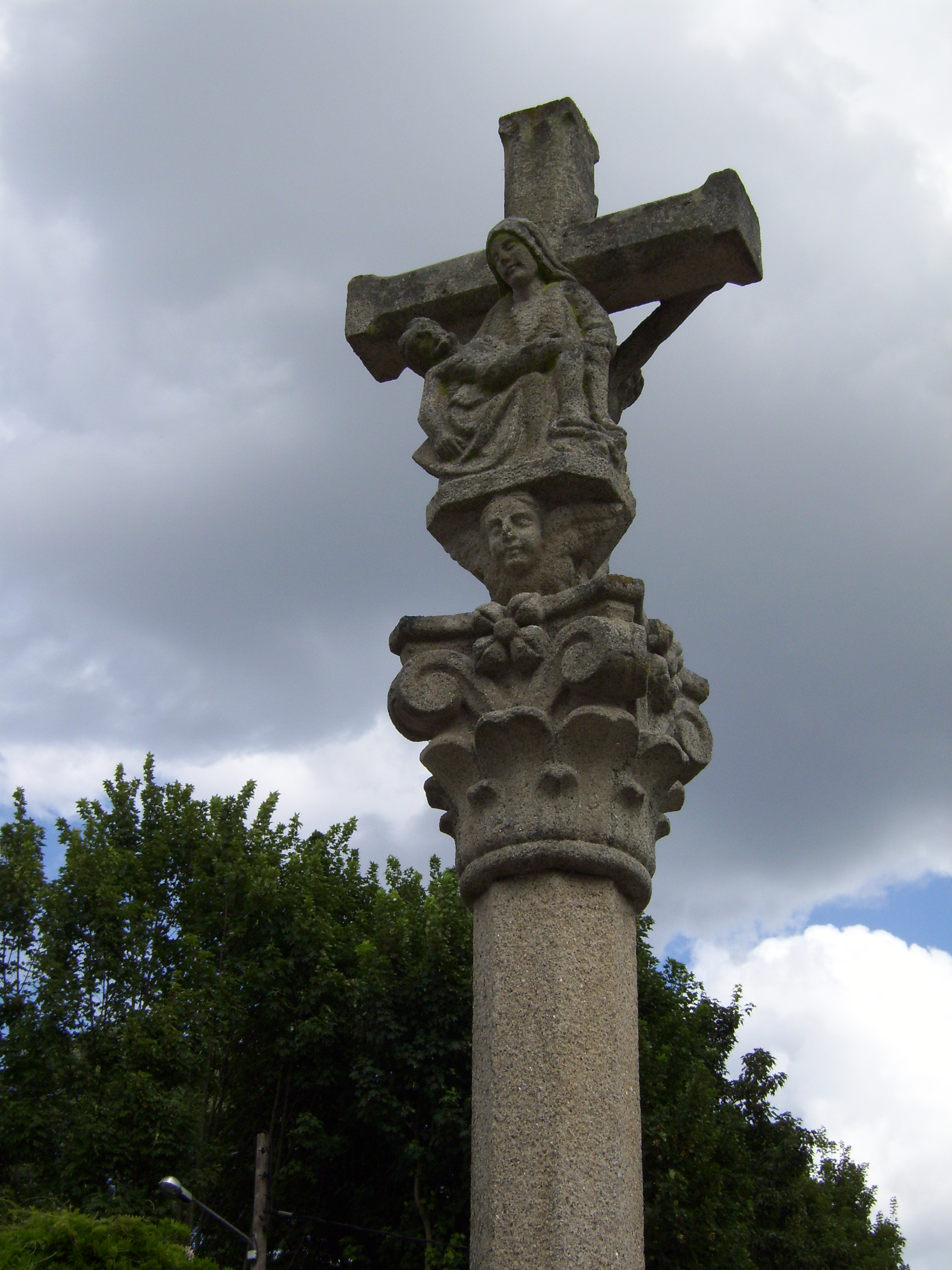
Pietà en la parte posterior del cruceiro del pazo de Lóngora.
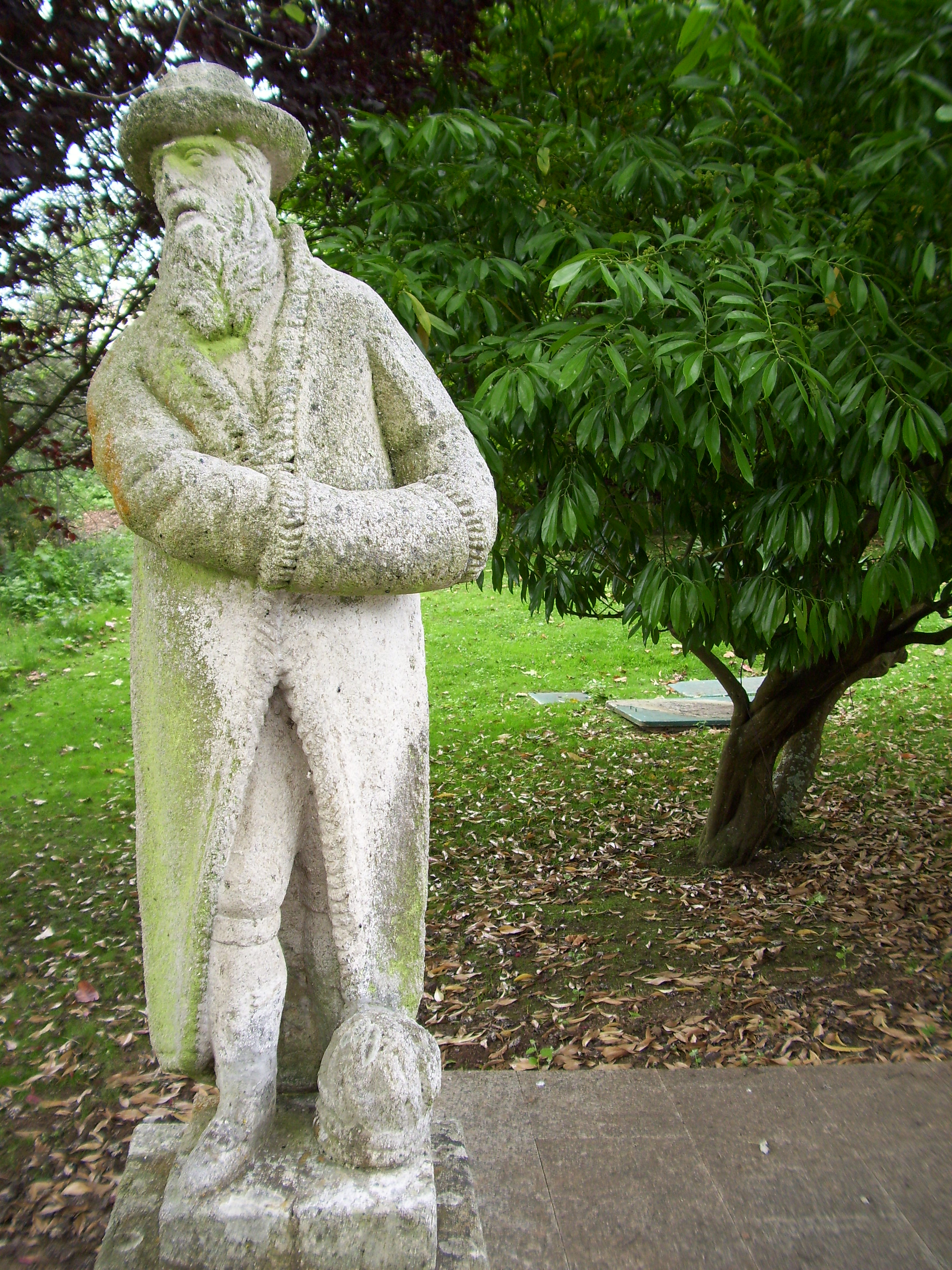
Alegoría del invierno al borde del estanque del pazo de Lóngora.
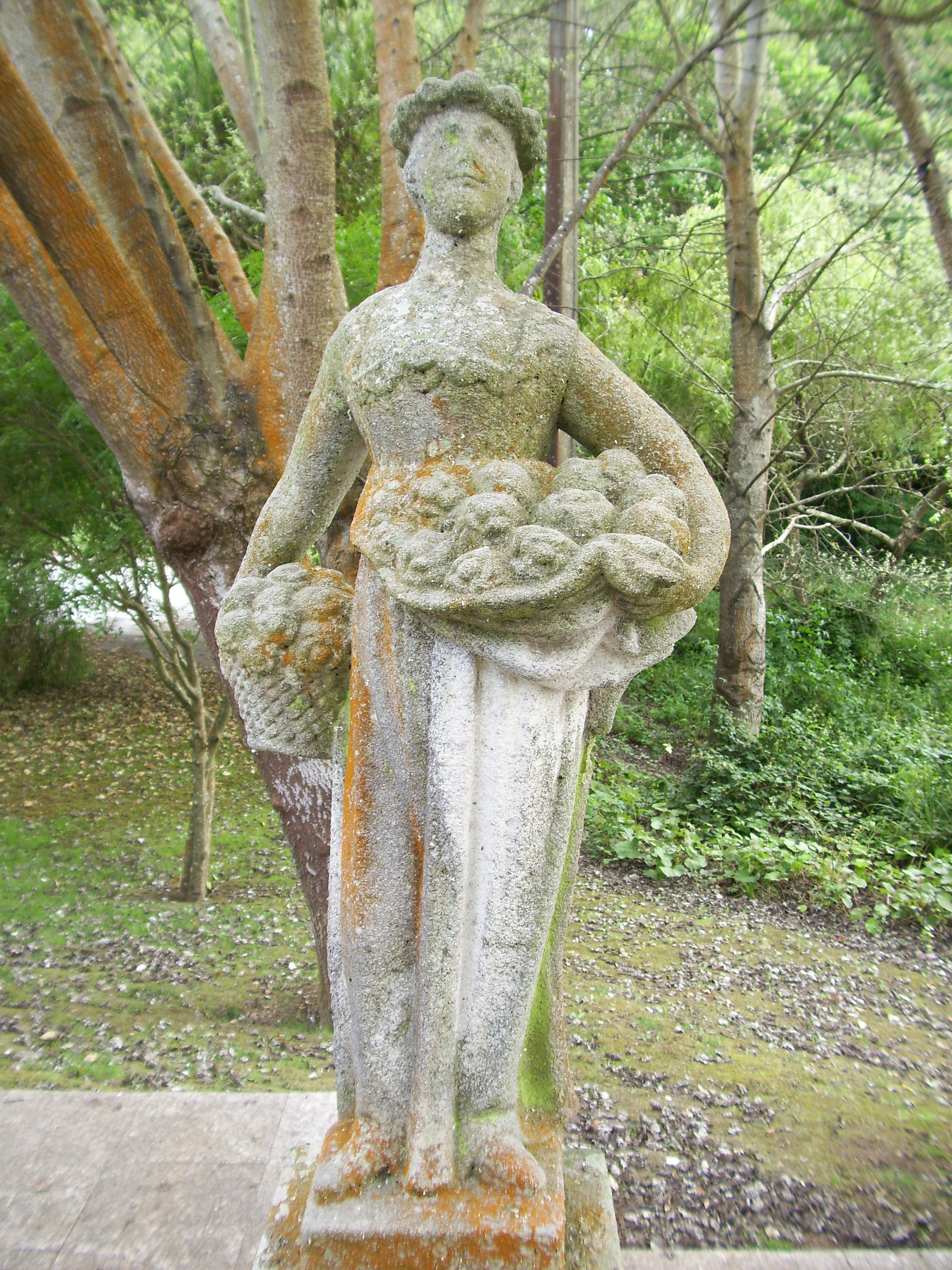
Alegoría de la primavera en el pazo de Lóngora.
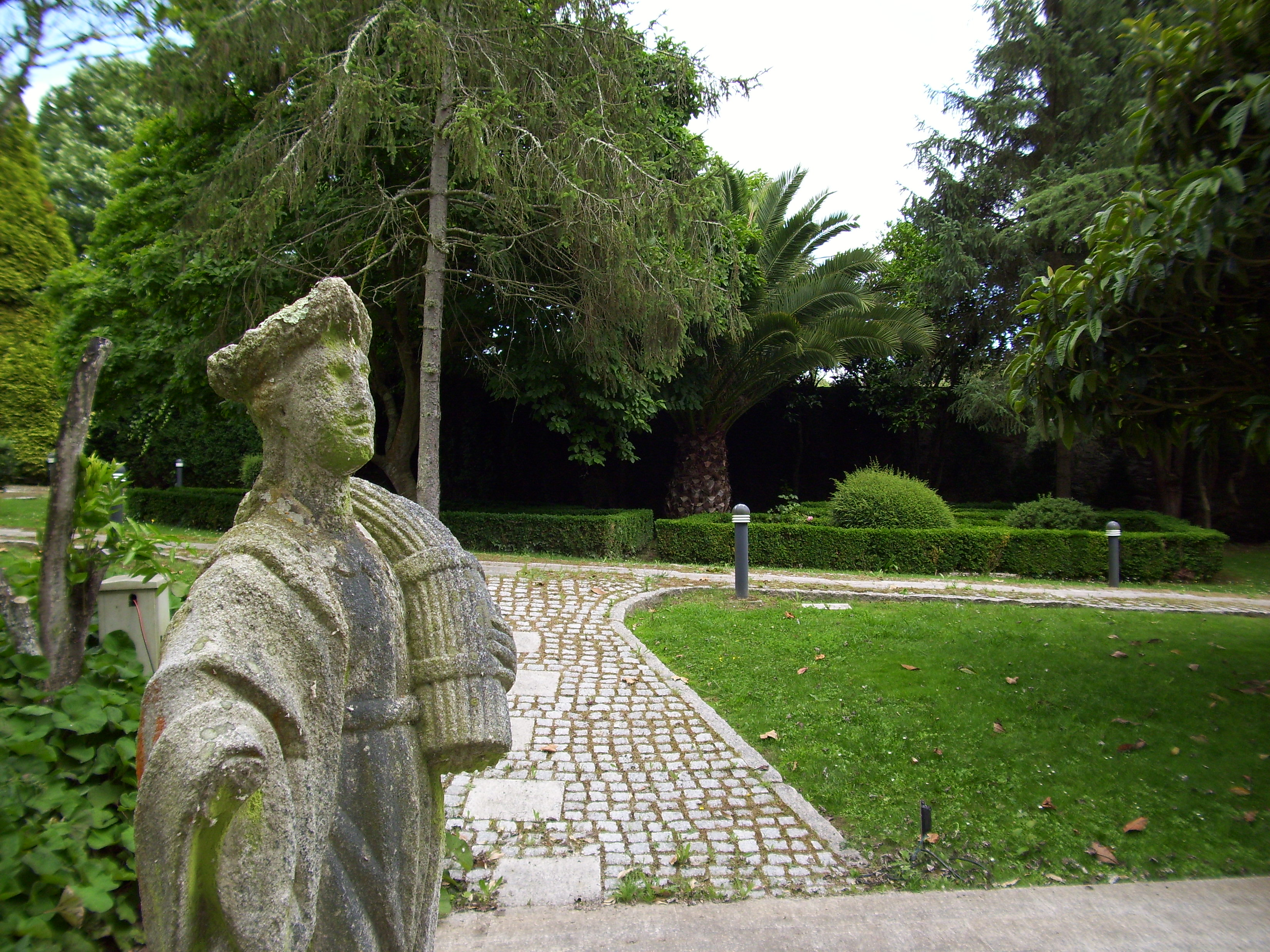
Alegoría del verano en el pazo de Lóngora.
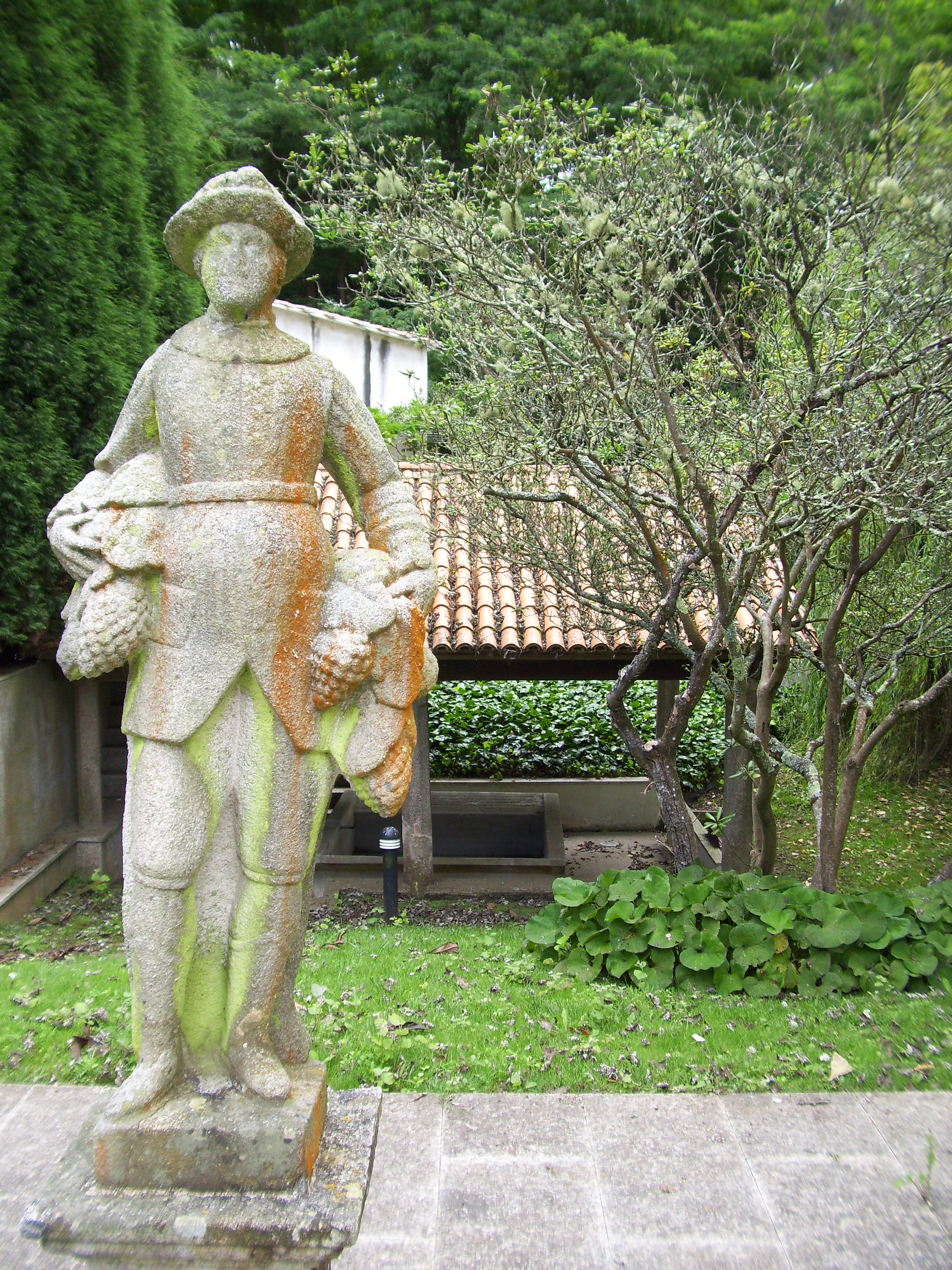
Alegoría del otoño en el pazo de Lóngora.